# Acısu
Acısu (türkisch für Bitterwasser) ist ein Dorf im Landkreis Sarayköy der türkischen Provinz Denizli. Acısu liegt etwa 28 km nordwestlich der Provinzhauptstadt Denizli und 6 km südwestlich von Sarayköy. Acısu hatte laut der letzten Volkszählung 223 Einwohner (Stand Ende Dezember 2010).